# Gastrolobium rotundifolium
Gastrolobium rotundifolium är en ärtväxtart som beskrevs av Meissner. Gastrolobium rotundifolium ingår i släktet Gastrolobium och familjen ärtväxter. Inga underarter finns listade i Catalogue of Life.